# Млаке (Метлика)
Млаке (словен. Mlake) — поселення в общині Метлика, регіон Південно-Східна Словенія, Словенія.